# Liste der Einträge im National Register of Historic Places im Scott County (Missouri)

Lage des Scott County in Missouri

Die Liste der Einträge im National Register of Historic Places im Scott County in Missouri führt alle sieben Bauwerke und historischen Stätten im Scott County auf, die in das National Register of Historic Places aufgenommen wurden.
| [ 3 ] | Name                                                         | Bild                                                         | Eintragsdatum        | Lage | Ort        | Beschreibung |
| ----- | ------------------------------------------------------------ | ------------------------------------------------------------ | -------------------- | --- | ---------- | ------------ |
| 1     | Charles Isaac and Lizzie Hunter Moore Anderson House         | Charles Isaac and Lizzie Hunter Moore Anderson House         | 2006 ID-Nr. 06000473 | 203 Washington Street 37° 9′ 54″ N, 89° 27′ 15″ W                                                                                       | Commerce   |              |
| 2     | E.L. Brown Village and Mound Archeological Site              |                                                              | 1971 ID-Nr. 71000475 | Adresse nicht veröffentlicht | Diehlstadt |              |
| 3     | Commerce City Hall                                           | Commerce City Hall                                           | 2005 ID-Nr. 04001575 | Village Square, angrenzend die Tywappity Street, Cape Girardeau Street, Spring Street und Washington Street 37° 9′ 30″ N, 89° 26′ 42″ W | Commerce   |              |
| 4     | Marshall Hotel                                               |                                                              | 1984 ID-Nr. 84002715 | 103 East Malone Avenue 36° 52′ 33″ N, 89° 35′ 19″ W                                                                                     | Sikeston   |              |
| 5     | Sandy Woods Settlement Archeological Site                    |                                                              | 1971 ID-Nr. 71000476 | Adresse nicht veröffentlicht | Diehlstadt |              |
| 6     | Scott County Courthouse                                      | Scott County Courthouse                                      | 2004 ID-Nr. 03001505 | 131 South Winchester Street 37° 5′ 48″ N, 89° 33′ 50″ W                                                                                 | Benton     |              |
| 7     | Sikeston St. Louis, Iron Mountain and Southern Railway Depot | Sikeston St. Louis, Iron Mountain and Southern Railway Depot | 2000 ID-Nr. 00001549 | Front Street zwischen Scott Street und New Madrid Street 36° 52′ 35″ N, 89° 35′ 23″ W                                                   | Sikeston   |              |